# BallenIsles Country Club
De BallenIsles Country Club is een countryclub in Palm Beach Gardens, Florida.
De club werd in opdracht van onroerendgoedmagnaat John D MacArthur aangelegd als vestiging voor de Amerikaanse PGA. Er kwamen drie 18-holes golfbanen,  de South Course en de North Course voor de leden en hun gasten en de Champions Course (nu East Course), waar de grote toernooien werden georganiseerd. De East Course werd in 2002 aan de moderne eisen aangepast en wordt onder meer gebruikt voor de US Open kwalificatietoernooien.

## PGA National
De Amerikaanse PGA was hier van 1964-1973 gevestigd. Op de toenmalige PGA National Golf Course werd van 1945-1973 het US Senior PGA Kampioenschap gespeeld. Nadat de PGA haar kantoor verhuisde, werd het toernooi enkele jaren  op Walt Disney World en de Turnberry Isle Country Club gespeeld totdat het op de PGA National Golf Club terechtkon.

## Trivia
BallenIsles heeft enkele beroemde bewoners, w.o. de zusjes Serena en Venus Williams, waar ze hun eigen tennisbaan hebben.